# Цинъюань
Цинъюа́нь (иер. трад. 清遠, упр. 清远, ютпхин: Сing¹jyun⁵, йель: Сhing¹yuhn⁵, кант.-рус.: Чхинъюнь, пиньинь: Qīngyuǎn, палл.: Цинъюань) — городской округ в провинции Гуандун КНР.

## История
В эпоху Южных и северных династий, когда эти места находились в составе южной империи Лян, в начале VI века был создан объединивший 5 уездов Цинъюаньский округ (清远郡), от названия которого и пошёл топоним «Цинъюань». После объединения китайских земель в составе империи Суй Цинъюаньский округ был в 590 году расформирован.
Во времена империи Цин Ляньчжоуская была в 1727 году поднята в статусе до «непосредственно управляемой» (то есть стала подчиняться напрямую провинциальным властям, минуя промежуточный статус в виде управы), став Ляньчжоуской непосредственно управляемой областью (连州直隶州). В 1813 году из смежных территорий уездов Цинъюань (清远县) и Индэ (英德县) был образован Фоганский комиссариат (佛冈厅). После Синьхайской революции в Китае была проведена реформа структуры административного деления, в ходе которой области и комиссариаты были упразднены, и поэтому в 1914 году Фоганский комиссариат стал уездом Фоган, а Ляньчжоуская непосредственно управляемая область — уездом Ляньсянь (连县).
Во время войны с Японией в связи с тем, что в октябре 1938 года японским десантом был захвачен Гуанчжоу, гоминьдановские власти провинции Гуандун переехали в уезд Ляньсянь и оставались здесь до 1943 года.
В 1946 году из уезда Ляньшань был выделен уезд Ляньнань (连南县).
После вхождения этих мест в состав КНР был образован Специальный район Бэйцзян (北江专区), и эти земли вошли в его состав. В 1952 году Специальный район Бэйцзян был расформирован, и эти земли перешли в состав Административного района Юэбэй (粤北行政区). 25 января 1953 года уезды Ляньшань и Ляньнань были объединены в Ляньнань-Яоский автономный район уездного уровня (连南瑶族自治区（县级)). В марте 1954 года Ляньшань был вновь выделен в отдельный уезд. В июне 1955 года Ляньнань-Яоский автономный район был преобразован в Ляньнань-Яоский автономный уезд.
В конце 1955 года было принято решение о расформировании Административного района Юэбэй, и с 1956 года эти земли вошли в состав Специального района Шаогуань (韶关专区).
В 1959 году Ляньнань-Яоский автономный уезд, Ляньшань-Чжуан-Яоский автономный уезд, и уезды Ляньсянь и Яншань были объединены в Ляньянский многонациональный уезд (连阳各族自治县), а уезд Фоган был присоединён к уезду Цунхуа, который перешёл в состав Специального района Фошань (佛山专区).
В 1960 году уезд Яншань был воссоздан, а Ляньянский многонациональный уезд был переименован в Ляньчжоуский многонациональный уезд (连州各族自治县). В 1961 году уезд Фоган был вновь выделен из уезда Цунхуа (который в тот момент находился под юрисдикцией властей Гуанчжоу), Ляньсянь был вновь выделен в отдельный уезд, а Ляньчжоуский многонациональный уезд был переименован в Ляньнань-Яо-Чжуанский автономный уезд (连南瑶族僮族自治县). Постановлением Госсовета КНР от 26 сентября 1962 года Ляньнань-Яо-Чжуанский автономный уезд был расформирован, и были воссозданы Ляньнань-Яоский автономный уезд и Ляньшань-Чжуан-Яоский автономный уезд. В 1963 году уезд Фоган вернулся из-под юрисдикции властей Гуанчжоу в состав Специального района Шаогуань.
В 1970 году Специальный район Шаогуань был переименован в Округ Шаогуань (韶关地区).
В 1983 году были расформированы округ Шаогуань, и город Шаогуань, и образован городской округ Шаогуань; уезды Цинъюань и Фогуан были при этом переданы под юрисдикцию властей Гуанчжоу.
Городской округ Цинъюань был образован постановлением Госсовета КНР от 7 января 1988 года. В его состав перешли уезды Цинъюань и Фоган из-под юрисдикции властей Гуанчжоу (при этом уезд Цинъюань был расформирован, а на его территории были образованы районы Цинчэн и Цинцзяо), и уезды Индэ, Яншань, Ляньсянь (连县), Ляньнань-Яоский автономный уезд и Ляньшань-Чжуан-Яоский автономный уезд из состава городского округа Шаогуань.
В 1992 году район Цинцзяо (清郊区) был преобразован в уезд Цинсинь (清新县).
В 1994 году уезд Индэ был преобразован в городской уезд Индэ, а уезд Ляньсянь — в городской уезд Ляньчжоу.
В декабре 2012 года уезд Цинсинь был преобразован в район городского подчинения.

## Административно-территориальное деление
Городской округ Цинъюань делится на 2 района, 2 городских уезда, 2 уезда, 2 автономных уезда:
| Карта | Карта                                 | Карта               | Карта                             | Карта            | Карта         |
| --- | ------------------------------------- | ------------------- | --------------------------------- | ---------------- | ------------- |
| Цинчэн Цинсинь Фоган Яншань Ляньшань- · Чжуан- · Яоский · автономный · уезд Ляньнань- · Яоский · автономный · уезд Индэ Ляньчжоу |                                       |                     |                                   |                  |               |
| Статус | Название                              | Иероглифы           | Пиньинь                           | Население (2010) | Площадь (км²) |
| Район | Цинчэн                                | 清城区              | Qīngchéng qū                      | 811 233          | 927,22        |
| Район | Цинсинь                               | 清新区              | Qīngxīn qū                        | 698 811          | 2 725,07      |
| Городской уезд | Индэ                                  | 英德市              | Yīngdé shì                        | 941 952          | 5 671,02      |
| Городской уезд | Ляньчжоу                              | 连州市              | Liánzhōu shì                      | 367 642          | 2 664,09      |
| Уезд | Фоган                                 | 佛冈县              | Fógāng xiàn                       | 302 906          | 1 292,92      |
| Уезд | Яншань                                | 阳山县              | Yángshān xiàn                     | 356 095          | 3 418,37      |
| Ляньшань-Чжуан-Яоский автономный уезд                                                                                            | Ляньшань-Чжуан-Яоский автономный уезд | 连山壮族瑶族 自治县 | Liánshān Zhuàngzú Yáozú zìzhìxiàn | 90 515           | 1 164,84      |
| Ляньнань-Яоский автономный уезд                                                                                                  | Ляньнань-Яоский автономный уезд       | 连南瑶族 自治县     | Liánnán Yáozú zìzhìxiàn           | 129 258          | 1 239,38      |

## Экономика
В округе расположены крупная газовая ТЭС «Цинъюань» компании China Huadian Corporation (Huadian Qingyuan Power Station) и ГЭС «Цинъюань» (Qingyuan Pumped Storage Power Station).